# John McTiernan
John McTiernan (* 8. ledna 1951 New York, USA) je americký herec a režisér. Jeho nejznámějšími díly, na kterých se podílel jako režisér, jsou Smrtonosná past, Smrtonosná past 3, Predátor a Poslední akční hrdina. 
Vrchol jeho tvorby nastal roku 1995, kdy natočil právě třetí díl Smrtonosné pasti, poté nastal desetiletý maraton filmů, které kritici proklínali, což bylo ukončeno roku 2006. Tehdy byla na McTiernana podána žaloba z nezákonného odposlechu. McTiernan byl odsouzen a dodnes sedí ve vězení.

## Režisérská filmografie
- 1986 Kočovníci smrti
- 1987 Predátor
- 1988 Smrtonosná past
- 1990 Hon na ponorku
- 1992 Šaman
- 1993 Poslední akční hrdina
- 1995 Smrtonosná past 3
- 1999 Vikingové
- 1999 Aféra Thomase Crowna
- 2002 Rollerball
- 2003 Zelené peklo